# Edition Lempertz
Die Edition Lempertz ist ein Verlag mit Sitz in Bonn, der sich auf Regionalia aus dem Raum Köln/Bonn spezialisiert.
Der Verlag ist aus der Buchhandlung Lempertz, einer der ältesten Buchhandlungen Bonns, hervorgegangen. Themenschwerpunkte bilden die Lokal-/Regionalgeschichte sowie Titel in rheinischer Mundart und Kriminalromane, die in der Region angesiedelt sind. Zum anderen werden thematisch übergreifende Titel wie Kochbücher und Ratgeber für ein breites Lesepublikum angeboten. Im Jahr 2003 wurden der Siegler Verlag/Brandenburgisches Verlagshaus und die Edition Lempertz vereinigt. Das Programm des Siegler Verlags umfasst zumeist historische und militärhistorische Publikationen, die wiederum unter dem Imprint des Brandenburgischen Verlagshauses veröffentlicht werden.